# Brachydontium olympicum
Brachydontium olympicum är en bladmossart som beskrevs av Mcintosh och Magnus Spence 1986 [1987. Brachydontium olympicum ingår i släktet dimmossor, och familjen Seligeriaceae. Inga underarter finns listade i Catalogue of Life.